# Scorn Defeat
Scorn Defeat je první řadové studiové album japonské blackmetalové/avantgardní skupiny Sigh, vydané v roce 1993 u Deathlike Silence Productions. Po hudební stránce se jedná o nejtradičněji znějící  blackmetalové album v diskografii skupiny, inspirované jednak ranými blackmetalovými skupinami jako Venom, Bathory či Hellhammer, jednak skandinávskou scénou rozvíjející se v 90. letech.
Název alba je odvozen z části textu titulní skladby alba Welcome to Hell skupiny Venom z roku 1981. Na albu Scorn Defeat jsou slova „scorn defeat“ pronesena v písni „At My Funeral“.

## Pozadí a nahrávání
Skupina Sigh vznikla v roce 1989 pod názvem Ultra Death, pod kterým fungovala do roku 1990. Zakládajícími členy byli zpěvák, baskytarista a klávesista Miraj Kawašima, kytarista Satoši Fudžinami a bubeník Kazuki Ozeki. Z nich Kawašima jako jediný zůstal členem po celou dobu existence skupiny. 
První dvě demo nahrávky Desolation a Tragedies vznikly v roce 1990 a roku 1992 bylo nahráno EP Requiem for the Fools. Vyšlo pod vydavatelstvím Wild Rags Frontman Kawašima ho poslal norskému hudebníkovi Euronymovi. Toho nahrávka zaujala a Sigh proto zapsal pod své vydavatelství Deathlike Silence Productions. Sigh se více přiblížili norskému stylu black metalu, včetně typické vizáže.
Po příchodu nového člena, jímž byl kytarista Šiniči Išikawa, započala práce na debutovém albu, které vyšlo roku 1993 pod názvem Scorn Defeat. Stalo se ceněným pro svůj přístup k black metalu se symfonickými prvky. O čtyři měsíce později byl Euronymous zabit Vargem Vikernesem; Deathlike Silence Records zaniklo a Sigh přešli pod Cacophonous Records.

## Reedice

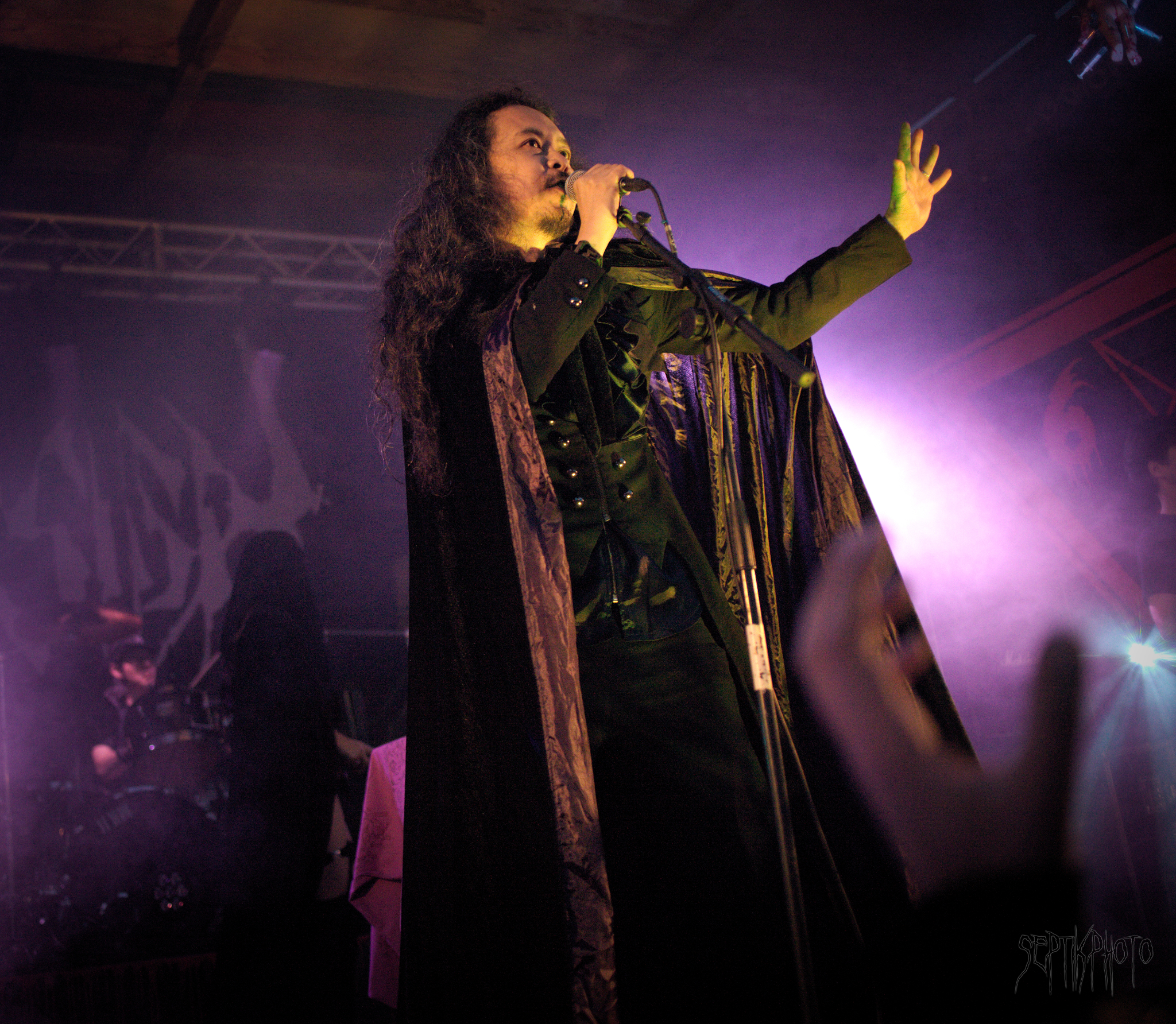
Zpěvák Miraj Kawašima v roce 2015

První vydání Scorn Defeat má na obálce černobílou ilustraci. Na druhém vydání, které vyšlo v roce 1994, je vyobrazen kytarista Šiniči Išikawa, s katanou v pravé ruce a plamenem vycházejícím z levé. Obě vydání jsou z důvodu špatné distribuce nedostupná, neboť byla vydána nakladatelstvím Deathlike Silence po smrti jeho zakladatele Euronyma.
V roce 2000 bylo album znovu vydáno společností Psychic Scream Entertainment, včetně bonusové skladby „The Seven Gates of Hell“, která je coververzí skupiny Venom, a s novým přebalem.
Vinylová verze byla vydána také společností Vinyl Collectors (limitovaná na 500 kusů) včetně coververze „Carnage“ od skupiny Mayhem. Tato verze, znovu vydaná v roce 2009 u Enucleation (opět s novým obalem), obsahuje EP Requiem for Fools z roku 1992 a split sedmipalcové EP s řeckou skupinou Kawir (1994), z nichž ani jedno nebylo nikdy předtím k dispozici na CD. „The Seven Gates of Hell“ však na tomto vydání obsaženo není.
V roce 2011 vydavatelství Deepsend Records album znovu vydalo. Toto vydání obsahuje všechny skladby z reedice z roku 2009 na CD 1 a další nevydané skladby, demo a coververze na CD 2.

## Seznam skladeb
| Strana Revenge | Strana Revenge      | Strana Revenge |
| Pořadí         | Název               | Délka          |
| -------------- | ------------------- | -------------- |
| 1.             | A Victory of Dakini | 6:50           |
| 2.             | The Knell           | 4:20           |
| 3.             | At My Funeral       | 5:42           |
| 4.             | Gundali             | 5:56           |

| Strana Violence | Strana Violence         | Strana Violence |
| Pořadí          | Název                   | Délka           |
| --------------- | ----------------------- | --------------- |
| 5.              | Ready for the Final War | 9:15            |
| 6.              | Weakness Within         | 3:07            |
| 7.              | Taste Defeat            | 7:55            |
| Celková délka:  | Celková délka:          | 43:05           |

## Sestava
- Miraj Kawašima – zpěv, baskytara, klávesy
- Šiniči Išikawa – kytara
- Satoši Fudžinami – bicí